# Tito Andrónico
Tito Andrónico (cuyo título original es Titus Andronicus), es una tragedia escrita por el dramaturgo inglés William Shakespeare en 1593 y representada por primera vez en el teatro londinense de La Rosa en enero de 1594, aunque existen distintas opiniones sobre la autoría y fecha del texto. Algunos autores han apuntado la posibilidad de que Shakespeare sólo retocara la obra, originalmente escrita por George Peele.
La obra se ambienta en los últimos años del Imperio Romano y narra la historia de un personaje ficticio, Tito Andrónico, legado del ejército romano y de Tamora, reina de los godos. Es la obra más sangrienta y violenta del autor, y si bien fue popular en el momento en el que se estrenó, se la criticó durante la época victoriana por ser excesivamente violenta.

## Personajes principales
- Tito Andrónico, general romano.
- Marco Andrónico, tribuno y hermano de Tito.
- Publio, Hijo de Marco Adrónico
- Lavinia, hija de Tito y amada de Bassiano.
- Bassiano, hermano del Emperador de Roma.
- Saturnino, Emperador de Roma.
- Tamora, reina goda, cautiva de Tito que se convertirá en Emperatriz de Roma.
- Aarón, siervo moro y amante de Tamora.
- Lucio, Quinto, Marcio y Mucio, hijos de Tito.
- Joven Lucio, nieto de Tito e hijo de Lucio.
- Alarbo, Demetrio, y Quirón, hijos de Tamora.

## Sinopsis
Tito Andrónico, el gran general romano, regresa victorioso a Roma tras una larga guerra contra los godos del norte —pueblos de origen germánico posiblemente procedentes de Escandinavia—, en la cual ha perdido a casi todos sus hijos, con excepción de cuatro (Lucio, Quinto, Marcio y Mucio). Tito, para celebrar la ceremonia en honor a la victoria, hace un sacrificio humano de un enemigo prisionero: para ello elige a Alarbo, hijo mayor de Tamora, reina de los godos del pueblo, y que posteriormente se convierte en la nueva emperatriz de Roma elegida por Saturnino, el sucesor del emperador recién fallecido. Aprovechándose de su nueva situación, Tamora engaña a Saturnino para infligir toda serie de miserias a Tito. Le arrebatan dos hijos, hace que sus hijos violen a una hija de él y le corten las manos y la lengua para que no pueda decir quién la violó, y le fuerzan a cortarse la mano. Lucio emprende una revuelta contra el emperador, que accede a hablar con él. Tito apresa a los dos hijos restantes de Tamora, los cocina y sirve en la cena. Al final, Tito mata a su hija para evitarle la deshonra de seguir viviendo sin manos ni lengua y asesina a Tamora. En la reyerta que se sucede mueren Tito y el emperador. Lucio es coronado emperador y condena a morir de hambre al esclavo moro de Tamora, a quien se considera incitador de todas las maldades cometidas por su ama.

## Adaptaciones
Hay varias adaptaciones de esta obra: otras obras literarias, películas para el cine y otras para la televisión. De entre estas últimas, quizá la más conocida sea Titus (1999), dirigida por Julie Taymor e interpretada por Anthony Hopkins y Jessica Lange, entre otros.